# Skorhagafoss

De Skorhagafoss is een waterval in IJsland. Aan het basis van de Hvalfjörður ligt onder andere de Brynjudalur waarin de Brynjudalsá stroomt. Vlak voordat dit riviertje in de fjord stroomt valt het water bij de Skorhagafoss naar beneden. De waterval is genoemd naar de nabijgelegen boerderij Skorhagi. Bij de waterval wordt veel op zalm gevist. Vroeger viel er veel water via de waterval naar beneden, maar nadat de IJslanders zalmtrappen hadden aangelegd nam de hoeveelheid af. Stroomopwaarts liggen nog meer watervallen in de rivier.